# Evaluación Docente
La Evaluación Docente (Chile) consiste en la evaluación de cerca de 70.000 docentes, que ejercen en el aula en establecimientos municipales del sistema escolar chileno, de todos los niveles. Este mecanismo busca contribuir a la mejora de la calidad de la educación fortaleciendo la profesión docente. De carácter formativo está orientado a mejorar a los docentes, así también es explícito puesto que el docente conoce con anterioridad la forma en la cual será evaluado. Así también esto permite mejorar la calidad de los docentes en cuanto se puede responder a las falencias que presenta. Esto debieran permitir mejorar los procesos de selección y apoyo a los profesores para que así el cambio se vuelva más global.

## Historia
La evaluación docente tiene antecedentes en el sistema de calificaciones de la Ley 19.070, Estatuto Docente, la cual nunca pudo implementarse debido al rechazo del gremio de profesores debido a su carácter punitivo.
Como parte de las políticas que buscaban mejorar la calidad de la educación de los 90's, uno de los pilares era fortalecer la profesión docente, dentro de las cuales se creó la Asignación de Excelencia Pedagógica (AEP), la que beneficiaba a profesores de alto rendimiento, así como la Red de Maestros de Maestros, donde participaban estos profesores destacados y llevaban su experiencia a otros profesores del sistema. Así mismo, se buscó crear un nuevo sistema de evaluación de profesores que permitiera potenciar la profesión docente.
Después de largas negociaciones entre el Ministerio de Educación, la Asociación Chilena de Municipalidades y el Colegio de Profesores de Chile se trabajó en un nuevo sistema de evaluación docente. Como parte de éstas, se crearon dos subcomisiones, la primera que trabajó los estándares relacionados con la evaluación, de la cual salió (tras dos consultas públicas en 2001 y 2002) el "Marco de la Buena Enseñanza" (MBE) y la segunda que se abocó a desarrollar la propuesta global del sistema de evaluación.
Este acuerdo se logró finalmente en 2003 y se suscribió un Acuerdo Marco. Fruto del acuerdo, se creó un proyecto de ley, el cual fue aprobado en agosto de 2004 con 59 votos a favor y 19 en contra y que se transformó en la Ley 19.961.
Esta política está desarrollada por el Ministerio de Educación, a través del Centro de Perfeccionamiento, Experimentación e Investigaciones Pedagógicas (CPEIP) y junto a la asesoría técnica de una institución, que desde el inicio del sistema ha sido MIDE UC, los que son los responsables de desarrollar las distintas acciones y materiales para el proceso de Evaluación Docente.

## Instrumentos de evaluación
La Evaluación Docente se desarrolla en cuatro etapas, que son los instrumentos que recogen la información y así también la elaboración de la calificación del profesional en cuestión. Estos son:

### Portafolio
Este consiste en documentación del docente que evidencie la calidad de sus planes pedagógicos. En este sentido hay una conformación que debe desarrollarse durante 12 semanas. Este debe desarrollarse en dos módulos, el primero donde el docente debe diseñar y efectuar una unidad pedagógica de ocho horas, una evaluación para esa unidad y además completar preguntas referidas a su quehacer docente. El segundo es la presentación de una grabación de cuarenta minutos con un curso en el que él trabaje regularmente, para luego completar una ficha.

### Pauta de autoevaluación
Esta se desarrolla de manera que se conforma una serie de preguntas que le permiten al docente reflexionar sobre su práctica y el valor de su desempeño laboral. Además, debe agregar en esta sección si hay alguna condicionante externa que beneficia o dificulta su desempeño.

### Entrevista por un evaluador par
Esta parte es desarrollada por un docente que ha sido capacitado para esta labor. Esta consta de dos partes: La primera son preguntas relacionadas con su práctica profesional y la segunda son con respecto al contexto de su trabajo. Las respuestas expuestas son confidenciales y son registradas en un documento que sólo posee la empresa que se dedica a ello. Esta tiene una duración de alrededor de una hora aproximadamente.

### Informes de referencia de terceros
Evaluación que es efectuada por la jerarquía superior de los evaluados. (Directores y jefes de departamentos de unidad). Esta tiene una pauta estructurada que es completada por el director y jefe de UTP. Esta tiene relación con la participación del docente en su vida laboral. Esta parte trata de recoger toda la información contextual de evaluado. Los directivos poseen un mes para elaborar su informe, y se sugiere la posibilidad de que ellos observen una clase, revisen el libro de clases, hablar con pares del docente, etc. Ellos tienen la opción de dar a conocer al evaluado este informe.

## Niveles de desempeño
De acuerdo a la evaluación, al profesor se lo clasifica como:
- Desempeño destacado: Indica un desempeño profesional que clara y consistentemente sobresale con respecto a lo que se espera en el indicador evaluado.
- Desempeño competente: Indica un desempeño profesional adecuado en el indicador evaluado. Cumple con lo requerido para ejercer profesionalmente el rol docente.
- Desempeño básico: Indica un desempeño profesional que cumple con lo esperado en el indicador evaluado, pero con cierta irregularidad (ocasionalmente).
- Desempeño insatisfactorio: Indica un desempeño que presenta claras debilidades en el indicador evaluado y éstas afectan significativamente el quehacer docente.

Si el profesor se niega a ser evaluada sin la debida justificación, es evaluado como insatisfactorio.

### Resultados de la Evaluación Docente
Los resultados nacionales fueron los siguientes:
| Año  | Profesores evaluados | Destacado | Competente | Básico | Insatisfactorio |
| ---- | -------------------- | --------- | ---------- | ------ | --------------- |
| 2009 | 15.698               | 6,5%      | 63,1%      | 28,9%  | 1,5%            |
| 2010 | 11.059               | 6%        | 58,3%      | 33,2%  | 2,5%            |
| 2011 | 12.234               | 7,1%      | 64,4%      | 27,2%  | 1,3%            |
| 2012 | 16.428               | 10%       | 66,8%      | 22,3%  | 0,9%            |

## Consecuencias de la evaluación
El profesor deberá revaluarse:
- Si ha obtenido Competente o destacado, debe re-evaluarse 4 años después.
- Si ha obtenido básico, debe evaluarse 2 años después.
- Si ha obtenido insatisfactorio, debe evaluarse al año inmediatamente siguiente.

Con la promulgación de la Ley (N°20.501) de Calidad y Equidad, deben dejar la dotación docente los que:
- Obtengan desempeño insatisfactorio en 2 evaluaciones consecutivas.
- Obtengan desempeño básico en 3 evaluaciones consecutivas.
- Obtengan en forma alternada insatisfactorio o básico en 3 evaluaciones consecutivas.

Además, los profesores con resultado básico o insatisfactorio pueden ser despedidos por su director, quien tiene la facultad de desvincular hasta un 5% de la planta de malos profesores.
Las comunas que se ven más afectadas reciben recursos para implementar programas que van dirigidos en la superación del nivel por parte del docente.[cita requerida] Planes de Superación Profesional son por lo tanto acciones de apoyo para promover la superación de las debilidades en su desempeño.
Por su parte los Docentes de calificación competente o destacada pueden postular a una asignación variable por desempeño Individual (AVDI), lo que quiere decir que postula a recibir una compensación económica por su desempeño. Para esto deben rendir un examen de conocimientos disciplinarios y pedagógicos. De acuerdo al resultado que se obtenga, la asignación puede durar dos o cuatro años. En el proceso AVDI 2012 hubo 4831 profesores que recibieron esta asignación.

## Opiniones al respecto

### Colegio de Profesores de Chile
En principio el gremio de los docentes no se oponía a esta reforma educativa y de modo que este potenciara las aptitudes profesionales de los docentes, promoviendo modalidades cooperativas y formativas en la evaluación.(Cox 585)[cita requerida] Sin embargo la discusión cambiaría de rumbo en cuanto a la bonificación de los docentes evaluados de buena manera. Fue así como el colegio de Profesores propuso un sistema de mejoras salariales como resultado de evaluaciones periódicas satisfactorias. Sin embargo, el Ministerio no estaba dispuesto a mejorar la calidad de los sueldos pues había un proyecto de ley que se vinculaba con eso, y no podría sustentar ambos aumentos.[cita requerida] Con respecto a la Evaluación Docente en sí como instrumento, El Colegio de Profesores tiene reparos con respecto al instrumento y lo rechaza de plano, estos son:[cita requerida]
- Sobrecarga laboral: Nuevamente hay un sobrecargo para los maestros quienes tienen que realizar un trabajo extra que no está contemplado en sus horas de trabajo por lo tanto la jornada laboral se extiende afectando la vida fuera de su jornada laboral.
- Composiciones y atribuciones de las comisiones comunales de evaluación: Se rechaza la presencia del jefe comunal o representante en el proceso final de evaluación. Pero principalmente se exige la integración de un docente elegido por sus pares de la misma comuna en la comisión que evalúa.

### Movimiento Educación 2020
El Movimiento Educación 2020 respecto de la evaluación del año 2012, no entiende porqué es obligatoria para parte de los profesores (los de colegios municipales) y no para todos, con lo cual se tendría una mejora en todo el sistema educativo.
También dice, respecto de su integración en otros mecanismos complementarios:

La Evaluación Docente debe aplicarse a todos los docentes que trabajen en establecimientos subvencionados por el Estado, como una manera de contribuir a la mejora de todo el sistema educativo. Esto debe ser parte de una política de Estado, en el marco de una Carrera Docente que asegure una formación inicial de calidad, mejores remuneraciones y evaluaciones periódicas de carácter formativo.
Educación 2020

## Otras medidas complementarias
La evaluación docente es una medida que busca mejorar el desempeño de los profesores del sistema escolar. Otras medidas que se han implementado o están en discusión son:
- Prueba Inicia: es una evaluación de los estudiantes de pedagogía que están a punto de entrar al sistema.[cita requerida] Se ha propuesto que se haga obligatoria y con resultado habilitante, como forma de asegurar la calidad de los nuevos profesores.[12]
- Acreditación Obligatoria: Al año 2014, la participación de las universidades y centros superiores en el sistema de calidad es voluntario. Hay un proyecto de ley que avanza en establecer la acreditación como obligatoria para quienes quieran formar profesores.[12]
- Beca Vocación de Profesor: Beca para estudiantes de pedagogía creada en 2011, que busca premiar a los interesados en estudiar pedagogía que tengan buenos resultados en la PSU y asegurar que no se retiren de estudiar por falta de recursos. Se estima que su impacto se podría ver en 10 años si es que continúa.[cita requerida] No asegura ingresos para los egresados, por lo que sus críticos la ven como secundaria frente a la "Carrera Docente".[13][14]